# سیارک ۶۷۰۰
سیارک ۶۷۰۰ (به انگلیسی: 6700 Kubisova، نامگذاری:1988AO1) شش هزار و هفتصدمین سیارک کشف شده‌است که در ۱۲ ژانویه ۱۹۸۸ کشف شد.
قدر مطلق سیارک برابر ۱۳٫۵۰ است.